# Lough Corrib
Der Lough Corrib (irisch: Loch Coirib) ist mit 200 km² der größte See in der Republik Irland und nach dem Lough Neagh der zweitgrößte auf der irischen Insel. Er liegt im County Galway und ist über den Fluss Corrib, der in Galway in den Atlantik mündet, mit dem Meer verbunden. Lough Corrib wurde am 16. Juni 1996 zum Ramsar-Schutzgebiet ernannt.
Am östlichen Ufer des Sees, in dem eine Vielzahl kleiner Inseln liegt, liegen die Annaghdown Churches. Es sind die Ruinen einer Kathedrale aus dem 15. Jahrhundert, mit Resten einer älteren Kirche gebaut, und einer Klosterkirche von 1195, die auf ein von St. Brendan für seine Schwester Briga gegründetes Nonnenkloster zurückgehen. Hier soll er im Jahre 577 auch verstorben sein. Auf einer Insel im See liegen die Inchagoill Churches, ebenfalls Reste einer frühen Klostergründung, und nahe dem Nordufer liegen mit der ehemaligen Abtei von Cong und dem Aughnanure Castle weitere historische Baudenkmäler.
Der altirische Name des Sees Loch Oirbsein oder Loch Orib geht auf die Sagengestalt Orbsen Mac Alloid zurück (gemeinhin als Manannán Mac Lir – „Sohn des Meeres“ – bekannt), nach dem auch die Isle of Man benannt ist. Über den See wurde von Sir William Wilde im Jahr 1867 ein Buch publiziert.
Der See erfreut sich bei Anglern großer Beliebtheit, da er trotz der Nähe zur Stadt Galway schon wegen seiner Größe viele ruhige und abgeschiedene Angelmöglichkeiten bietet. Geangelt werden können hier Forellen, Hechte, Flussbarsche und Lachse. Seit einigen Jahren werden die Hechtbestände durch Fang der Laichtiere mit Kiemennetzen reduziert. Der Hecht wird als invasive Art angesehen, welcher der Forellenpopulation im See Schaden zufügen soll. Durch die Fangmaßnahmen wurden die Hechtbestände bereits reduziert.

## Orte in der Nähe des Sees

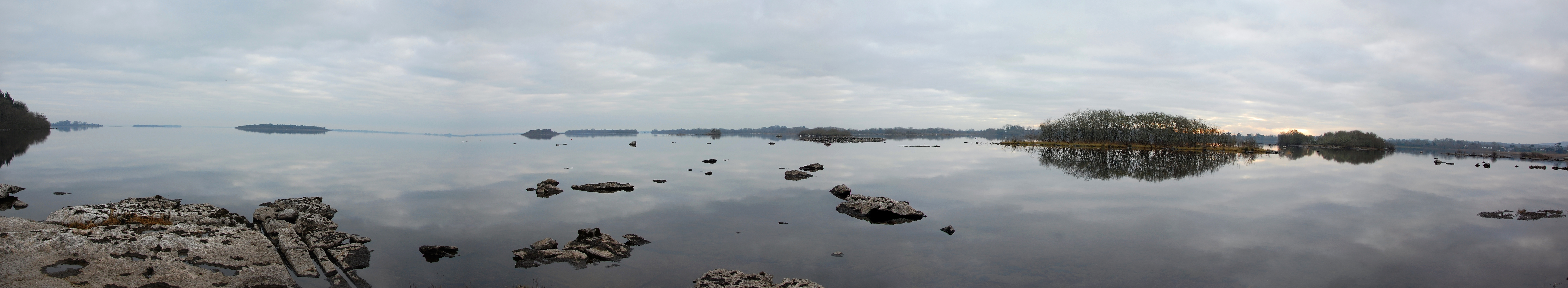
Lough Corrib

- Galway
- Oughterard
- Moycullen
- Maam Cross
- Maum
- Cornamona
- Cong
- Clonbur
- Cross
- Headford
- Castlequarter
- Carrowmoreknock
- Ower

## Inseln im Lough Corrib
- Inchagoill (Inis an Ghaill) mit frühchristlichen Ruinen
- Rabbit Island (Oileán na gCoiníní)
- Inishquin (Inis Mhic Uí Chuinn) die größte Insel im Lough Corrib
- Inishmicatreer (Inis Mhic an Trír)

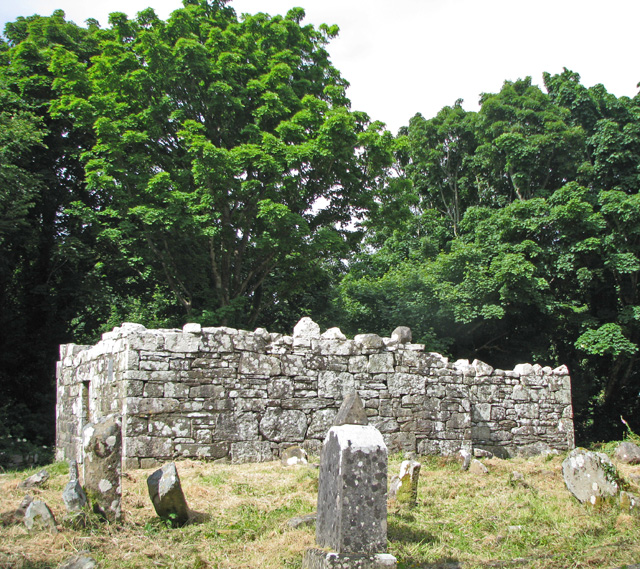
Inchagoill

- Inishdoorus (Inis Dúrois)